# Leichter Panzerspähwagen
Leichter Panzerspähwagen (от немски: „лекобронирана разузнавателна машина“) е серия от леки 4×4 бронирани коли, произвеждани в Нацистка Германия от 1935 до 1944 г.